# Kuando el Rey Nimrod
Kuando el Rey Nimrod (italiano: Quando il Re Nimrod) è un canto tradizionale ebraico. Si pensa che sia stato scritto nel Medioevo in Spagna. Dopo l'Editto di Granada e l'espulsione dalla Spagna, rimase parte del patrimonio cultuale e musicale delle comunità sefardite del Marocco, della Turchia, della Grecia e nelle altre comunità del Mar Mediterraneo. È cantato in lingua giudeo-spagnola e racconta la storia della nascita di Abramo.

## Testo (in caratteri latini)
Kuando el Rey Nimrod al kampo salía
mirava en el syelo i en la estreyería
vido una luz santa en la Djudería
ke avía de naser Avraham Avinu.
coro:
Avraham Avinu, Padre kerido
Padre bendicho, luz de Yisrael
Avraham Avinu, Padre kerido
Padre bendicho, luz de Yisrael.
Luego a las komadres enkomendava
ke toda mujer ke prenyada kedasse
si no pariera al punto, la matasse
ke avía de naser Avraham Avinu.
(coro)
La mujer de Terah kedó prenyada
i de diya en diya el le demandava
¿De ké teneish la kara tan demudada?
eya ya sabía el bien ké tinía.
(coro)
En fin de mueve meses parir kería
iva kaminando por kampos i vinyas,
a su marido tal ni le dishkuvría
topó una meará i ayí lo pariría
(coro)
En akeya ora el nasido favlava
"Andávos mi madre, de la meará
yo ya topo ken me alejasse
mandará del syelo ken me akompanyará
porke só kriado de El Dio Baruh."
(coro)
Saludemos agora al kompadre
i tambien al mohel
ke por su Zehut nos venga
el Goel i Rihma a todo Yisrael,
sierto loaremos al Vedradero, al vedradero de Yisrael.
(coro)